# Acanthopharynx denticulata
Acanthopharynx denticulata är en rundmaskart som beskrevs av Christian Wieser 1954. Acanthopharynx denticulata ingår i släktet Acanthopharynx och familjen Desmodoridae. Inga underarter finns listade i Catalogue of Life.